# チーフズクラウン
チーフズクラウン (Chief's Crown) はアメリカ生まれの競走馬および種牡馬である。1984年にエクリプス賞最優秀2歳牡馬を受賞した。

## 経歴

### 競走馬時代
1984年にベルモントパーク競馬場で競走馬デビューし、デビュー3戦目で初勝利を挙げた。続くサラトガスペシャルステークスを制して重賞初勝利を挙げ、次のホープフルステークスでG1競走初勝利を挙げた。次のフューチュリティステークスこそ2着だったものの、カウディンステークスとノーフォークステークスを連勝し、ブリーダーズカップ・ジュヴェナイルも制した。これらの戦績から、同年のエクリプス賞最優秀2歳牡馬に選出された。
3歳となった1985年は、スウェイルステークス、フラミンゴステークス、ブルーグラスステークスを制し、前年からのものとあわせて6連勝を記録した。この勢いでアメリカ三冠の第1戦ケンタッキーダービーに大本命で出走したが、スペンドアバックに敗れて3着に終わった。続くプリークネスステークスは2着、ベルモントステークスは3着と、惜敗によってクラシックの戴冠をすべて逃している。その後休養し、8月のテルステークスで実戦復帰を果たしたが4着だった。しかし次のトラヴァーズステークスを制し、G1競走7勝目を挙げた。その後3戦して2勝を挙げ、ブリーダーズカップ・クラシックで4着となったのを最後に競走馬を引退した。

### 種牡馬時代
1986年よりダンジグ初の後継種牡馬として繁殖入りし、グランドロッジやチーフベアハートなどを輩出して自身の血脈を残すと共にダンジグ系の発展に大きな功績を残し、1997年に死亡した。
日本にも競走馬としての産駒が輸入され、ペイストリーシェフが中京3歳ステークスを制しているが、日本では重賞馬は出せなかった。しかし、種牡馬として輸入された産駒のチーフベアハートは成功を収めている。

## 年度別競走成績
- 1984年 9戦6勝
  - 1着 サラトガスペシャルステークス (G2) 、カウディンステークス (G1) 、ノーフォークステークス (G1) 、ブリーダーズカップジュヴェナイル (G1)
  - 2着 フューチュリティステークス (G1)
- 1985年 - 12戦6勝
  - 1着 フラミンゴステークス (G1) 、ブルーグラスステークス (G1) 、トラヴァーズステークス (G1) 、マールボロカップハンデキャップ (G1)
  - 2着 プリークネスステークス (G1)
  - 3着 ケンタッキーダービー (G1) 、ベルモントステークス (G1) 、ウッドワードステークス (G1)

通算 21戦12勝、G1競走7勝

## 主な産駒
- Chief Honcho（1987年生、ブルックリンハンデキャップなど、種牡馬）
- Be My Chief（1987年生、レーシングポストトロフィーなど、種牡馬）
- Azzaam（1987年生、シドニーカップなど、種牡馬）
- *エルハーブ（1991年生、ダービーステークス、種牡馬）
- Grand Lodge（1991年生、セントジェームズパレスステークス、種牡馬）
- Istidaad（1992年生、オーストラリアンカップなど、種牡馬）
- *チーフベアハート（1993年生、ブリーダーズカップターフなど、種牡馬）

ブルードメアサイアーとしての主な産駒は以下のとおり。
- Sunshine Street（1995年生、母Meadow Spirit、サンフアンカピストラーノインビテーショナルハンデキャップなど、種牡馬）
- Excellent Meeting（1996年生、母Fitted Crown、サンタアニタオークスなど）
- *ゴールドティアラ（1996年生、母Bright Tiara、マイルチャンピオンシップ南部杯など）
- *アグネスデジタル（1997年生、母Chancey Squaw、天皇賞（秋）など、種牡馬）
- Scorpion[1]（1998年生、母Petiteness、ジムダンディステークスなど、種牡馬）
- Eddington（2001年生、母Fashion Star、ピムリコスペシャルハンデキャップなど、種牡馬）
- ディープスカイ（2005年生、母アビ、東京優駿など、種牡馬）
- Poet's Voice（2007年生、母Bright Tiara、クイーンエリザベス2世ステークスなど、種牡馬）

## 血統表
| チーフズクラウンの血統  | チーフズクラウンの血統          | チーフズクラウンの血統 | （血統表の出典） | （血統表の出典） |
| 父系                    | ダンジグ系                      | ダンジグ系             | ダンジグ系       | [ § 2 ]          |
| 父 Danzig 1977 鹿毛     | 父の父Northern Dancer 1961 鹿毛 | Nearctic               | Nearco           | Nearco           |
| 父 Danzig 1977 鹿毛     | 父の父Northern Dancer 1961 鹿毛 | Nearctic               | Lady Angela      |                  |
| 父 Danzig 1977 鹿毛     | 父の父Northern Dancer 1961 鹿毛 | Natalma                | Native Dancer    | Native Dancer    |
| 父 Danzig 1977 鹿毛     | 父の父Northern Dancer 1961 鹿毛 | Natalma                | Almahmoud        |                  |
| 父 Danzig 1977 鹿毛     | 父の母Pas de Nom 1968 黒鹿毛    | Admiral's Voyage       | Crafty Admiral   | Crafty Admiral   |
| 父 Danzig 1977 鹿毛     | 父の母Pas de Nom 1968 黒鹿毛    | Admiral's Voyage       | Olympia Lou      |                  |
| 父 Danzig 1977 鹿毛     | 父の母Pas de Nom 1968 黒鹿毛    | Petitioner             | Petition         | Petition         |
| 父 Danzig 1977 鹿毛     | 父の母Pas de Nom 1968 黒鹿毛    | Petitioner             | Steady Aim       |                  |
| 母 Six Crowns 1976 栗毛 | 母の父Secretariat 1970 栗毛     | Bold Ruler             | Nasrullah        | Nasrullah        |
| 母 Six Crowns 1976 栗毛 | 母の父Secretariat 1970 栗毛     | Bold Ruler             | Miss Disco       |                  |
| 母 Six Crowns 1976 栗毛 | 母の父Secretariat 1970 栗毛     | Somethingroyal         | Princequillo     | Princequillo     |
| 母 Six Crowns 1976 栗毛 | 母の父Secretariat 1970 栗毛     | Somethingroyal         | Imperatrice      |                  |
| 母 Six Crowns 1976 栗毛 | 母の母Chris Evert 1971 栗毛     | Swoon's Son            | The Doge         | The Doge         |
| 母 Six Crowns 1976 栗毛 | 母の母Chris Evert 1971 栗毛     | Swoon's Son            | Swoon            |                  |
| 母 Six Crowns 1976 栗毛 | 母の母Chris Evert 1971 栗毛     | Miss Carmie            | T.V.Lark         | T.V.Lark         |
| 母 Six Crowns 1976 栗毛 | 母の母Chris Evert 1971 栗毛     | Miss Carmie            | Twice Over       |                  |
| 母系(F-No.)             | (FN:23-b)                       | (FN:23-b)              | (FN:23-b)        | [ § 3 ]          |
| 5代内の近親交配         | Nearco 4x5                      | Nearco 4x5             | Nearco 4x5       | [ § 4 ]          |
| 出典                    | 1. 2. 3. 4.                     | 1. 2. 3. 4.            | 1. 2. 3. 4.      | 1. 2. 3. 4.      |